# Шайка (приток Пекши)
Ша́йка (Беленькая) — река в Кольчугинском районе Владимирской области России, правый приток Пекши.
Река пересекает город Кольчугино с запада на восток и на участке в районе устья отведена в трубу. Устье реки находится в 93 км от устья Пекши по правому берегу. Длина реки составляет 9 км (из них 6 км в открытом русле), площадь водосборного бассейна — 12,2 км².

## Данные водного реестра
По данным государственного водного реестра России относится к Окскому бассейновому округу, водохозяйственный участок реки — Клязьма от города Орехово-Зуево до города Владимира, речной подбассейн реки — бассейны притоков Оки от Мокши до впадения в Волгу. Речной бассейн реки — Ока.
Код объекта в государственном водном реестре — 09010300712110000031801.